# Неруда (фільм)
«Неруда» (ісп. Neruda) — міжнародно-спродюсований драматичний фільм, знятий Пабло Ларраіном. Фільм розповідає про чилійського поета Пабло Неруду, який тікає зі своєї країни через переслідування після вступу в комуністичну партію.

## У ролях
- Луїс Ньєкко — Пабло Неруда
- Гаель Гарсія Берналь — Оскар Пелучонеу
- Антонія Сехерс
- Альфредо Кастро
- Пабло Деркі
- Алехандро Гойк
- Мерседес Моран
- Марсело Алонсо
- Хайме Вадель
- Франсиско Рейєс

## Нагороди та номінації
| Список нагород та номінацій | Список нагород та номінацій | Список нагород та номінацій     | Список нагород та номінацій | Список нагород та номінацій | Список нагород та номінацій |
| Кінопремія                  | Дата церемонії              | Категорія                       | Номінант(и)                 | Результат                   | Дж                          |
| --------------------------- | --------------------------- | ------------------------------- | --------------------------- | --------------------------- | --------------------------- |
| Премія «Золотий глобус»     | 8 січня 2017                | Найкращий фільм іноземною мовою | «Неруда»                    | Номінація                   | [ 3 ] [ 4 ]                 |